# Naufragio del vapor Taboga
El naufragio del vapor Taboga fue un desastre ocurrido en la noche del 23 de mayo de 1911, cerca de punta Guánico, provincia de Los Santos, Panamá.
Este vapor realizaba un viaje de cabotaje entre Soná y la capital panameña, que transportaba además de 140 personas entre pasajeros y tripulación, mercancía y animales de granja. El capitán del barco realizó una maniobra equivocada en la zona en dirección a punta Mala y se estrelló en una zona llena de rocas, causando su hundimiento. 
El naufragio ocasionó entre 25 y 30 muertos, además de pérdidas materiales numerosas, convirtiéndose en una de las tragedias navales más grandes de la historia de Panamá como nación independiente.